# Matt Zunic
Matt Zunic, né Matthew Zunic le 19 décembre 1919 à Renton (Pennsylvanie) et mort le 15 décembre 2006 à Lecanto, est un joueur de basket-ball américain ayant évolué en Basketball Association of America (BAA) durant la saison 1948-1949. Il est drafté en 80e position lors de la draft 1947 par les Capitols de Washington. Il participe à son premier match, qu'il gagne, le 3 novembre 1948 contre les Warriors de Philadelphie. Il ne joue qu'une seule saison en BAA avec son équipe de Washington. Matthew Zunic meurt le 15 décembre 2006 à Lecanto (Floride) à l'âge de 86 ans.

## Statistiques[6]
| Saison        | Équipe                 | Matchs | Titul. | Min./m | % Tir | % 3pts | % LF | Rbds/m. | Pass/m. | Int/m. | Ctr/m. | Pts/m. |
| ------------- | ---------------------- | ------ | ------ | ------ | ----- | ------ | ---- | ------- | ------- | ------ | ------ | ------ |
| 1948-1949     | Capitols de Washington | 56     | -      | -      | 30,3  | -      | 70,6 | -       | 0,9     | -      | -      | 4,9    |
| Playoffs 1949 | Capitols de Washington | 9      | -      | -      | 17,9  | -      | 63,2 | -       | 0,7     | -      | -      | 2,9    |
| Total         |                        | 65     | -      | -      | 24,1  | -      | 66,9 | -       | 0,8     | -      | -      | 3,9    |